# جنت آباد (بخش مرکزی رفسنجان)
جنت آباد، روستایی از توابع بخش مرکزی شهرستان رفسنجان در استان کرمان ایران است.

## جمعیت
این روستا در دهستان اسلامیه قرار دارد و براساس سرشماری مرکز آمار ایران در سال ۱۳۸۵، جمعیت آن ۳۲۸ نفر (۸۲خانوار) بوده‌است.